# Dvadcat' dva nesčast'ja
Dvadcat' dva nesčast'ja (Двадцать два несчастья) è un film del 1930 diretto da Sergej Apollinarievič Gerasimov.